# Myers Flat (Californie)
Myers Flat est une census-designated place du comté de Humboldt, dans l'État de Californie, aux États-Unis,. En 2020, elle compte une population de 90 habitants.